# ДАР
ДАР (Дальний арктический разведчик) — советский самолёт-амфибия. Создан в 1935 году авиаконструктором Робертом Людвиговичем Бартини.

## Замысел

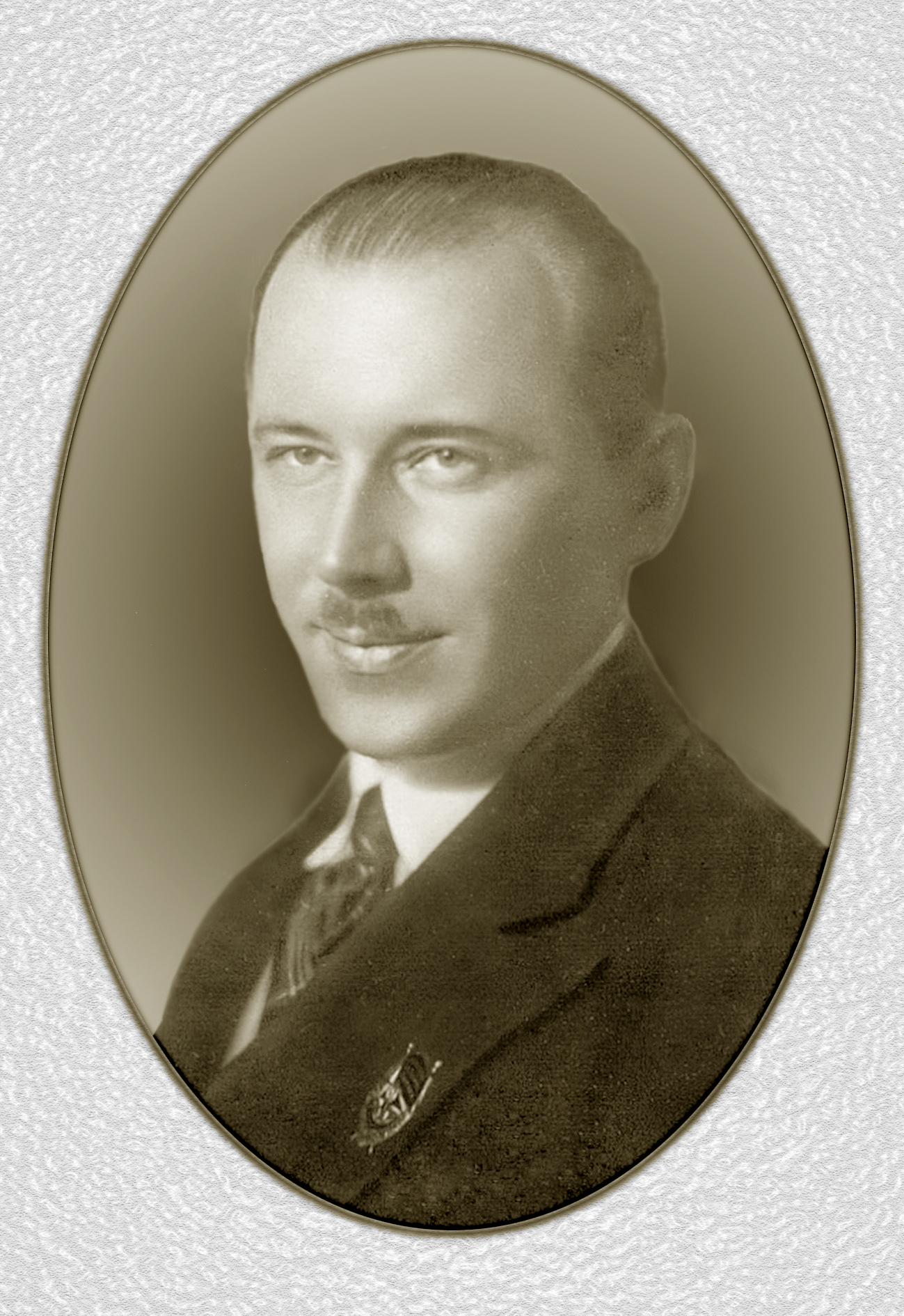
Полярный лётчик Борис Григорьевич Чухновский

Идею создания особого гидросамолёта, способного садиться и взлетать как с водной поверхности, так и со льда или снега, впервые в 1933 году высказал известный полярный лётчик Б. Г. Чухновский. К этой идее он обращался не впервые. В 1928 году по его инициативе специально для полярной авиации была спроектирована и построена первая в Советском Союзе летающая лодка-амфибия Ш-1. Этот самолёт с небольшими изменениями под названием Ш-2 уже выпускался серийно и с успехом летал в Арктике. Однако, он был небольшим, с ограниченной дальностью полёта и небольшой грузоподъемностью. Главное преимущество Ш-2 заключалось в том, что он легко мог быть размещён на палубе даже относительно небольшого судна и по мере необходимости спущен на лёд или воду для выполнения полёта.
Новый гидросамолёт, по мысли Б. Г. Чухновского, должен был базироваться на берегу и для выполнения ледовой разведки или сопровождения судов, обладать большой дальностью лёта. Чухновский даже придумал название — Дальний арктический разведчик или «ДАР». По мнению автора идеи, кроме всего прочего, самолёт при необходимости должен был обеспечить грузообмен с землей. Б. Г. Чухновский был уверен, что сконструировать такой самолет мог только известный своими новаторскими идеями авиаконструктор Р. Л. Бартини, и заранее заручился его согласием.

## Проектирование
В Авиапроме (Главном управлении Авиационной промышленности при Наркомате тяжёлой промышленности СССР) идея была поддержана и Чухновскому было поручено составить тактико-технические требования к самолёту. Задание на проектирование было выдано Научно-исследовательскому институту гражданского воздушного флота (НИИ ГВФ), сотрудником которого в это время был Бартини.
Авиаконструктор превзошёл самые смелые ожидания Чухновского. Он спроектировал самолёт с двумя двигателями «Испано-Сюиза» мощностью по 860 л. с., расположив их соосно навстречу друг другу, таким образом, чтобы винты вращались в разные стороны. При этом они должны были быть заключены в кольцевой канал, образованный крылом самолёта. В эксперименте был получен значительный прирост тяги, что позже получило название «Эффект Бартини».

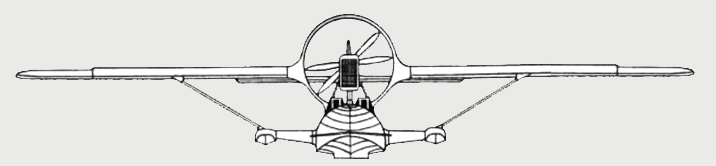
Первоначальная схема винтомоторной группы самолёта «ДАР»

По своей схеме самолёт представлял из себя летающую лодку из нержавеющей стали с утолщениями-поплавками на концах «жабер» боковой остойчивости. С целью освобождения задней кромки крыла под посадочные щитки, на его концах были спроектированы двойные плавающие элероны. Такого крыла ещё никогда не существовало. Площадь его составила 100 м², размах — 27,4 м. При этом длина корпуса лодки достигала 18,4 м, а ширина — 2,8 м. При нахождении гидросамолёта на воде, на снегу или льду «жабры» с поплавками, расстояние между которыми составляло 7 метров, должны были обеспечить самолёту поперечную остойчивость, а в полёте создавать дополнительную подъёмную силу. Продольная и поперечная форма днища двухреданной лодки была призвана обеспечить не только хорошую мореходность, но и возможности выполнения взлёта и посадки на лед или снег, выхода в случае необходимости из воды на пологую ледовую или снежную поверхность. В связи с этим Бартини использовал лодку, близкую по форме к лодке самолёта Дорнье-Валь, которая на конце переднего редана имела плоскую поперечную площадку, плавно переходящую в направлении к носу к обычной слабо килеватой форме. Для улучшения скользящих амортизирующих свойств плоского ледового редана, ширина которого была равна 1 метру, по его краям Бартини предусмотрел специальные полозья с внутренней амортизацией, шириной 320 мм.
Проект самолёта ещё не был завершён, когда произошли события, резко повысившие к нему интерес. Речь идёт об известной трагедии парохода «Челюскин» и операции по спасению его экипажа. Затёртый льдами Ледовитого океана, пароход погиб 13 февраля 1934 года. Эвакуация челюскинцев сухопутными самолётами АНТ-4, Р-1, «Consolidated Fleetster» и Junkers W 34 завершилась лишь через два месяца.
Практически для приёма каждого рейса с большой земли требовалось готовить ледовую площадку, ждать подходящей погоды. Неоднократно самолёты прилетали, но, не рискуя сесть, возвращались обратно. Правда, на борту «Челюскина» был свой Ш-2. Но, во-первых, он был всего лишь двухместным, а во-вторых, со сломанным двигателем. Тем не менее, спустя несколько дней полярному лётчику М. С. Бабушкину удалось справиться с проблемой, запустить двигатель и даже вывезти на материк одного человека. Этот полет Ш-2 выглядел настолько естественным и рядовым, что М. С. Бабушкин оказался единственным лётчиком, участвовавшим в спасательной операции, так и не отмеченным званием Героя Советского союза. По мнению Б. Г. Чухновского, если бы в 1934 году полярная авиация располагала хотя бы одним самолётом типа ДАР, спасение челюскинцев стало бы рядовой операцией.

## Строительство
Задолго до того, как проект был готов, стало ясно, что построить такой самолёт на авиазаводе, где никогда не работали с нержавеющей сталью — невозможно. По этой причине ещё 28 июня 1933 года в постановлении СНК СССР за подписью В. М. Молотова было сказано: «Утвердить базу для постройки самолёта: завод им. А. Марти». На самом деле это был хорошо известный Адмиралтейский завод, который тогда был назван в честь французского коммуниста и функционера Коминтерна Марти, Андре (в СССР было целых три завода имени Марти. Спустя годы, когда обнаружилось, что А. Марти сотрудничал с французской полицией, Ленинградский завод обрел своё историческое имя). 
Второй вопрос, который следовало решить — кому поручить строительство необычного самолёта. Выбирать предстояло Б. Г. Чухновскому. Он пригласил одного из авторов летающей лодки-амфибии Ш-1 — В. Л. Корвин-Кербера, который после того, как в составе «шараги» «ЦКБ-39» участвовал в строительстве истребителя И-5, теперь был выпущен на свободу и работал главным инженером завода № 16 в Воронеже. Поскольку как раз в 1934 году завод должен был быть перепрофилирован из авиационного в авиамоторный, Авиапром не возражал и Корвин-Кербера срочно перевели в Ленинград. Он был принят в штат судостроительного завода имени Андре Марти. Его помощником был назначен Макс Дауге, который в Гражданскую войну летал вместе с Чухновским бортовым механиком, потерял ногу, ходил на протезе и старался это скрыть. В группу Корвин-Кербера вошли сотрудники завода, ранее не занимавшиеся самолётами: инженер М. К. Леонов, специалисты Л. М. Маневич, А. В. Зайцев, Р. С. Лапкан, З. М. Попова, М. С. Мебель, рабочие П. И. Аврунин. А. И. Иванов и другие.

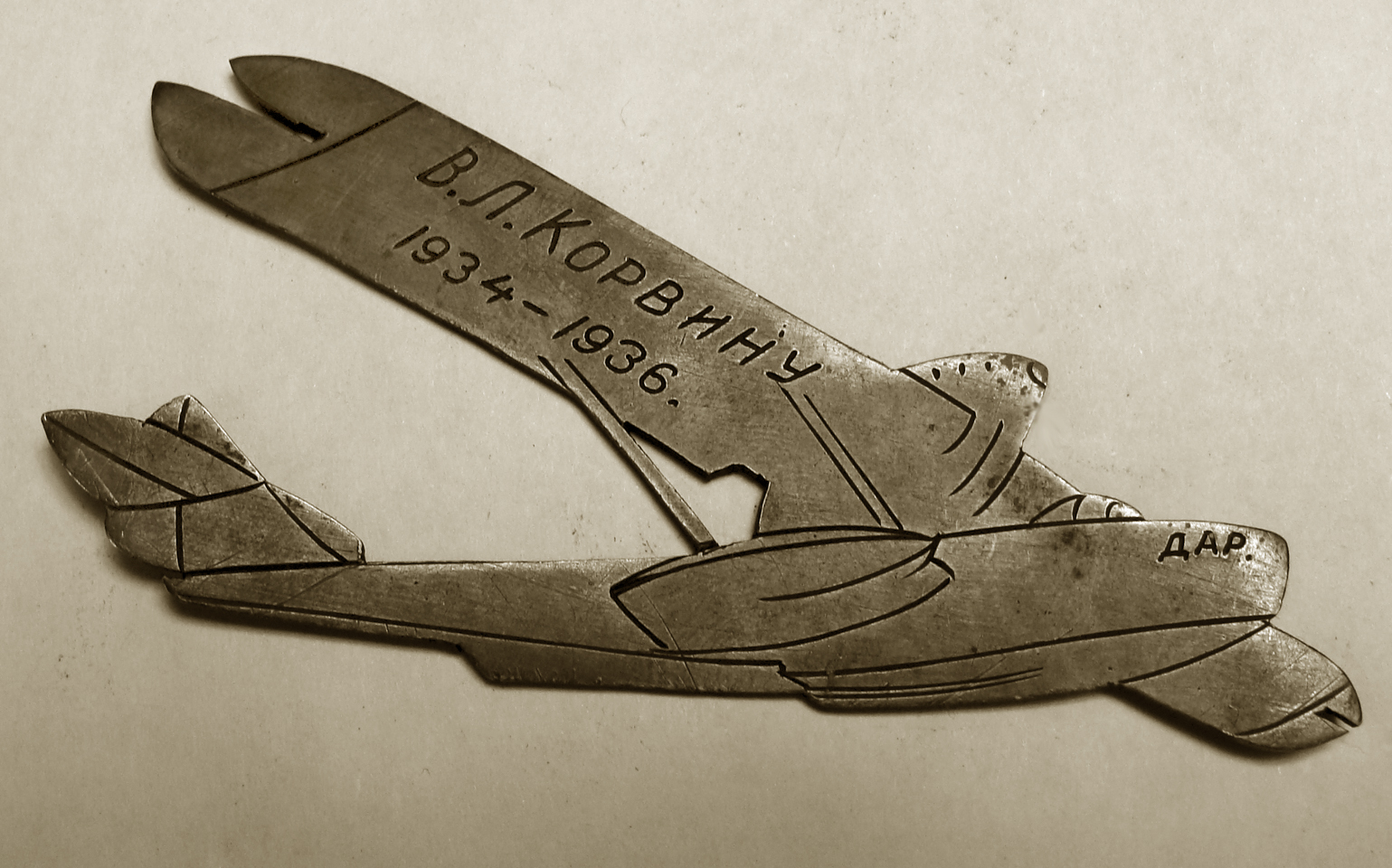
Именной значок в честь создания самолёта «ДАР»

Для постройки гидросамолёта на заводе пришлось организовать специальный цех. Наиболее трудным моментом явилось освоение сложной технологии сборки корпуса из нержавеющей стали методом контактной сварки. Для решения этой задачи был сконструирован «обратный стапель». В нём каркас лодки (шпангоуты, стрингеры) вместе с наложенными поверху кусками обшивки плотно обкладывался снаружи откидными панелями из толстых листов красной меди, служивших электродом. Второй — активный — электрод подводился на проводе изнутри, последовательно ко всем сварочным точкам. Такое оборудование было разработано при участии члена-корреспондента Академии наук, профессора В. П. Волошина. Поскольку сварка была точечной, большой проблемой стало обеспечение герметичности корпуса лодки. В конце концов, её удалось успешно решить. К сожалению не удалось воплотить в жизнь оригинальную винтомоторную группу, придуманную Р. Л. Бартини. Пришлось вернуться к классической схеме. Двигатели развернули, и один из них стал тянущим, а другой — толкающим. Никакого кольцевого туннеля при этом уже не предусматривалось, центроплан стал обычной формы.

## Испытания и эксплуатация
К концу 1935 года самолёт был построен. Весной 1936 года Б. Г. Чухновский был готов провести первые испытания гидроплана. В мае 1936 года председатель Комитета Обороны В. М. Молотов подписал постановление, согласно которому комиссии в составе А. Н. Туполева, Г. И. Лаврова, Д. П. Григоровича, М. М. Громова и Ромашкина предписывалось «обследовать на месте состояние самолета „ДАР“ конструкции т. Чухновского и определить возможность выпуска этого самолёта на полётные испытания».
Тот факт, что в этом постановлении конструктором назван Б. Г. Чухновский, означал, что Р. Л. Бартини, которого арестуют ещё через 2 года, очевидно, уже впал в немилость. Испытания затягивались. Только осенью 1936 года Чухновский с бортмехаником В. И. Чечиным и инженером И. А. Берлиным опробовали «ДАР» в полёте. Правда, этому полёту предшествовал любопытный эпизод.
При первом же рулении в Гребном порту, когда даже не предполагалось поднимать самолёт в воздух, лишь только Б. Г. Чухновский коснулся рычагов, как самолёт взмыл вверх. Пришлось оперативно его сажать и «ДАР» приводнился на Золотую мель. Место было не из приятных, поскольку на Золотую мель с момента образования Петербурга вывозились все городские нечистоты.
Испытания самолёта продолжались до весны 1937 года. Выполнялись взлёты с воды и посадки на лёд. После посадки на воду «ДАР» мог самостоятельно выруливать на берег и продолжать полёт, взлетая со льда. В перегрузочном варианте при полной заправке топливом и с полетной массой 9000 кг продолжительность полета «ДАР» достигала 20 часов.
Уже была запланирована серия самолётов из 5 единиц. Тем не менее, несмотря на хорошие характеристики и очевидную потребность в самолёте у Полярной авиации, серия так и не строились. Не позволила сложность производства. Оказалось, что отечественная промышленность не располагала ещё необходимым сварочным оборудованием, а повторить ту технологию, которая была применена при строительстве опытного образца, никто не брался.
Судьба опытного самолёта «ДАР» до сих пор не ясна. Он не был зарегистрирован в авиареестре, нет сведений о его эксплуатации в Полярной авиации, хотя по неофициальной информации, Б. Г. Чухновский и М. С. Бабушкин летали на нём в Арктике ещё в течение нескольких лет. Со временем было обнаружено, что вследствие изменения химических свойств нержавеющая сталь в местах сварки поддавалась коррозии. Есть упоминание, что работы по «ДАР» продолжалась до 1940 года, однако не исключено, что причиной короткой биографии самолета стал всё же арест Р. Л. Бартини, поскольку с коррозией стальных конструкций можно было бороться методами, принятыми в судостроении.